# Isaak-Meister

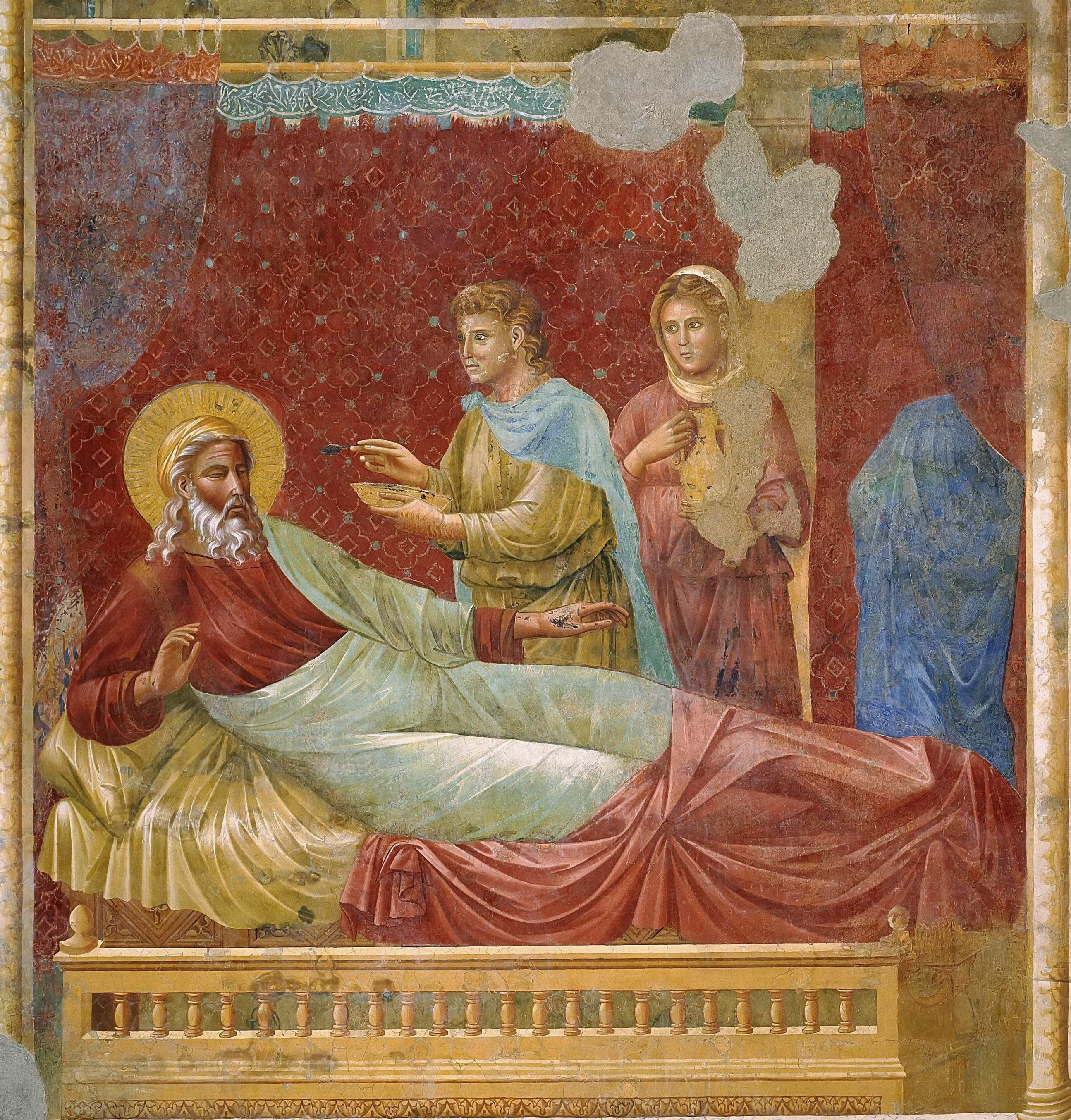
Isaak-Meister (Giotto?): Isaak weist Esau zurück, Basilica Superiore di San Francesco, Assisi

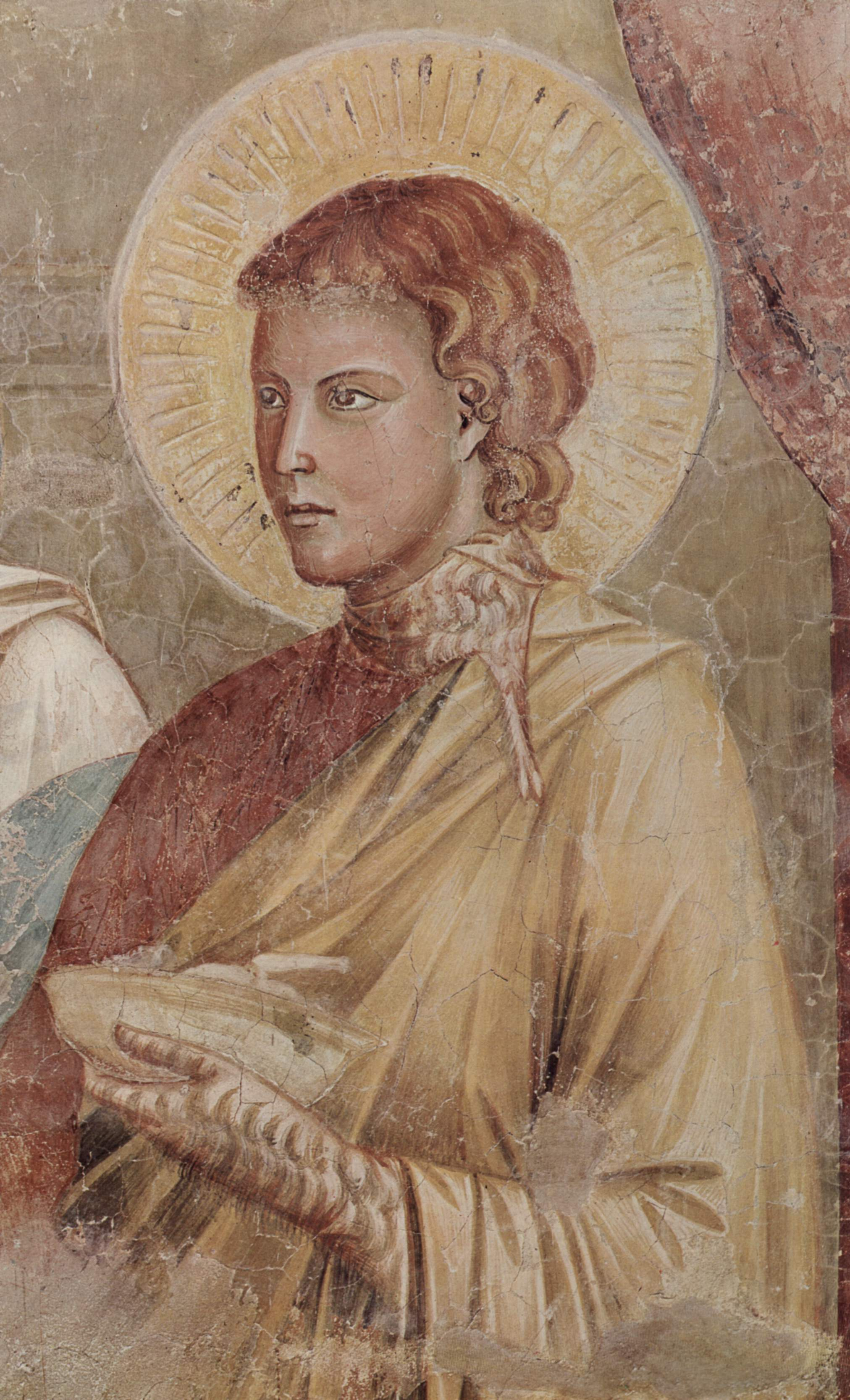
Isaak-Meister (Giotto?): Isaak segnet Jacob (Detail: Jakob), Basilica Superiore di San Francesco, Assisi

Als Isaak-Meister (italienisch Maestro d’Isacco) wird in der Kunstgeschichte der nicht eindeutig zu identifizierende Maler von Fresken in der Oberkirche von San Francesco in Assisi bezeichnet. Die um 1290 entstandenen Bilder zeigen auf der nördlichen Wand Szenen des Todes von Isaak aus dem Buch Genesis des Alten Testaments. Das Werk des Meisters wird häufig als ein Frühwerk von Giotto betrachtet.  

## Versuche der Identifizierung
- Giotto

Die Identifizierung des Isaak-Meisters mit dem jungen Giotto ist eine häufig diskutierte Hypothese der Giotto-Forschung. Die Bilder stehen dessen innovativem Stil und seiner Raumperspektive sehr nahe, und ihnen ist im Gesamtprogramm der Fresken des Franziskus-Zyklus in Assisi eine Sonderstellung einzuräumen. Die als „revolutionär“ geltenden Fresken des Meisters  machen die Hypothese plausibel, da sie in ihrer spätbyzantinischen und ihrer an die Antike angelehnten Malweise sowie durch direkte Ansprache des Betrachters durch Platzierung der Bildgegenstände im Raum eine neue Richtung hin zur Kunst der italienischen Renaissance anzeigen.
- Arnolfo di Cambio

Es wurde die Hypothese aufgestellt, beim Isaak-Meister handle es sich um den italienischen Maler Arnolfo di Cambio. Diese Vermutung bleibt jedoch umstritten.